# Zaczarowane podwórko
Zaczarowane podwórko – polski familijny muzyczny film kostiumowy z 1974 roku w reżyserii Marii Kaniewskiej i Ludmiły Niedbalskiej.

## Obsada
- Barbara Maruszewska – Mania Lazurek
- Piotr Sot – Mundek
- Edmund Fetting – docent Zbigniew „Zegarynka”, Jean Pierre Blanchard, intendent Anny Jagiellonki, nauczyciel w Szkole Rycerskiej, woźnica, pan Maćkiewicz
- Stanisław Mikulski – Stanisław August Poniatowski
- Gustaw Lutkiewicz – Hoffmann Ernst Theodor Amadeus
- Lidia Wysocka – Anna Jagiellonka
- Włodzimierz Nowak – Zygmunt III Waza
- Kazimierz Brusikiewicz – Malbrou
- Barbara Bittnerówna
- Barbara Gołębiewska(inne języki)
- Kazimierz Dębicki
- Halina Kossobudzka – Michalina, żona E.T.A. Hoffmanna
- Wiesława Kwaśniewska
- Maria Żabczyńska – Kiejstutowa, babcia Mundka
- Krzysztof Stroiński – przyjaciel Zygmunta III Wazy
- Adam Krajewicz – hydraulik Traszka
- Krystyna Karkowska – pani Róża
- Andrzej Prus – chłopak przynoszący zaginionego kota
- Janusz Gajos – milicjant
- Maria Kaniewska
- Lidia Korsakówna – matka Jadzi i Buby

## Fabuła
Dzieci z warszawskiego osiedla na Mokotowie spędzają lato w mieście. Gdy spotykają tajemniczą „deszczową dziewczynkę”, Manię Lazurek, przenoszą się w czasie do przeszłości, poznając różne postacie historyczne, takie jak królowa Anna Jagiellonka, król Zygmunt III Waza, francuski pionier aeronautyki Jean-Pierre Blanchard, król Stanisław August Poniatowski, młody Tadeusz Kościuszko, młody Fryderyk Chopin, książę Karol Stanisław Radziwiłł „Panie Kochanku”; a także sędziego Drosselmajera z powieści Dziadek do orzechów oraz autora powieści E.T.A. Hoffmanna.

## Bohaterowie
- Mundek – 9-letni główny bohater filmu. Jest pyskaty, czasami bezczelny, nawet wobec dorosłych, ale potrafi też być miły, grzeczny i pracowity, chętnie pomaga babci, z której często żartuje, ale bardzo ją kocha. Nie lubi dziewczyn, nie wierzy w magię i kpi z bajek. Zazdrosny o to, że Mania staje się przewodniczką dzieci na podwórku. Jego ulubione powiedzonka to „Rety Rumcajsa” (kiedy jest zdumiony) i „Godzina wychowawca” (kiedy coś mu się wydaje zbyt grzeczne).
- Mania Lazurek – płanetniczka posiadająca magiczne moce, która ukazuje dzieciom z podwórka magiczny świat fantazji i wyobraźni. Sympatyczna nie kłótliwa, ale umie odpyskować Mundkowi, gdy ten jej dokucza. Dowcipna, pewna siebie. Znają ją Zegarynka, Traszka i pani Róża, którzy jako jedyni wiedzą, że Mania ma magiczne moce. Mania pojawia się na ziemi z deszczem i z deszczem ją opuszcza.
- Zbigniew „Zegarynka” – docent wydziału historii na Uniwersytecie Warszawskim. Sympatyczny, oczytany, inteligentny, dowcipny, elegancki. Lubi dzieci i mądrych dorosłych, nie lubi spóźnialstwa, zawsze wie, która jest godzina. Nosi okulary o grubych ramkach. Właściciel starego automobilu o nazwie „Ambrozja”. Obeznany ze światem magii, podczas podróży dzieci po historii przybiera coraz to nowe postacie. Walczył w powstaniu warszawskim. Jego ulubione powiedzonko to „Na mnie już czas”.
- Pani Róża – nauczycielka polskiego, przyjaciółka docenta Zegarynki, potajemnie w nim zakochana. Też nosi okulary o grubych ramkach. Lubi dzieci, szczególnie Mundka. Przyjmuje do siebie na wakacje Manię Lazurek. Właścicielka czarnego kota Cyferblata. Pożycza Mundkowi książki do czytania, instynktownie poprawia go, kiedy mówi niegramatycznie. Walczyła w powstaniu warszawskim, była pielęgniarką.
- Pani Kiejstutowa – babcia Mundka. Sympatyczna staruszka, która wierzy w magiczne moce, wpływające na otaczenie. Zna się na płanetnikach, o których opowiada wnukowi. Pochodzi z Kresów Wschodnich, o czym świadczy jej akcent. Nie lubi kota Cyferblata.
- Jan Traszka – hydraulik warszawski, przyjaciel Zegarynki i pani Róży, kiedyś sierżant w wojsku, walczący w powstaniu warszawskim. Dowcipny i wesoły. Zna świat magii i dobrze się w nim orientuje, znajomy Złotej Kaczki.
- Pan Milicjant – młody milicjant pilnujący porządku na warszawskich ulicach, którego ulubione powiedzonka to „Bądź jezdni dżentelmenem” i „Na jezdni ma być kultura”.
- Karol Stanisław Radziwiłł „Panie Kochanku” – postać historyczna, książę i magnat, przeciwnik polityczny Stanisława Augusta Poniatowskiego, ukazany w filmie od najlepszej strony.
- Zygmunt III Waza – postać historyczna, trzeci polski król elekcyjny. W filmie ukazany z czasów swej młodości, pasjonata piłki nożnej.
- Anna Jagiellonka – postać historyczna, córka Zygmunta I Starego i jego drugiej żony, Bony Sforzy.
- Stanisław August Poniatowski – postać historyczna, ostatni król Polski. W filmie ukazany jako sympatyczny mecenas sztuki i nauki.
- Ernst Theodor Amadeus Hoffmann – postać historyczna, pisarz niemiecki, autor książek fantastycznych, kryminalnych, baśniowych i satyrycznych. autor Dziadka do orzechów. W filmie ukazano jeszcze jedną jego powieść - Kota Mruczysława poglądy na życie.
- Jean-Pierre Blanchard – postać historyczna, pionier aeronautyki, wynalazca i konstruktor, który w 1791 r. balonem własnej konstrukcji przeleciał nad Warszawą w towarzystwie podróżnika Jana Potockiego. W filmie postać Blancharda to jedno z wcieleń docenta Zegarynki.
- Tadeusz Kościuszko – postać historyczna, naczelnik insurekcji kościuszkowskiej, w filmie ukazany w czasach studiów w Szkole Rycerskiej.
- Marie Sophie Madlene Blanchard – postać fikcyjna, żona Blancharda, która towarzyszy mężowi w podróży balonem przez Warszawę. Nieco ekscentryczna, lubi fajerwerki.
- Drosselmajer – postać z książki Dziadek do orzechów. W filmie nosi polskie nazwisko - Świdrzycki. Zegarmistrz, konstruktor i wynalazca. W filmie zabiera dzieci do Hoffmanna, pokazując mu także swój wynalazek - pozytywkę z ułanami Dąbrowskiego.
- Malbrou – generał angielski, dowódca oddziału na Gibraltarze.
- Cyferblat – czarny kot pani Róży, którego imię pochodzi do tarczy zegarka, na którym lubił siadać. Zapowiedział przybycie Manii Lazurek, liżąc swe futerko. Później jako Mruczysław jest natchnieniem dla E.T.A. Hoffmanna.
- Jadzia – koleżanka Mundka, zawsze uprzejma i sympatyczna, którą Mundek nazywa złośliwie Jadziucha-Podlizucha.
- Buba – młodsza siostra Jadzi, w wieku około 4 lat.
- Małgosia – dziewczynka zakochana w słynnych aktorach, których zdjęcia nosi przy sobie i wybiera wśród nich przyszłego męża.

## Piosenki
Autorami piosenek wykorzystanych w filmie są Jerzy Milian (muzyka) i Hanna Januszewska (słowa):
- Pobujać nad Polską
- Piosenka o Ambrozji
- Piosenka o Płanetniczkach
- Marsz chłopaki za kocurem
- Piosenka Mani Lazurek
- Piłka z podwórka
- Retmanie coś narobił!
- Flisowe chłopaki
- Bujamy pod lazurki
- Piosenka o obiadach czwartkowych
- Marsz wartowników
- Piosenka o rurze
- Piosenka o Gibraltarze